# 미국당 (2008년)

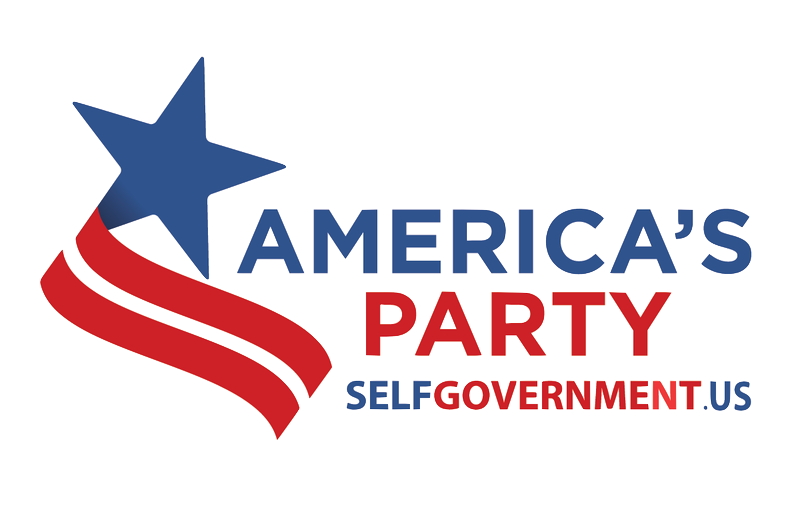

미국당(영어: America's Party)은 미국의 보수주의 정당이다. 2008년 8월에 미국 독립당(영어: America's Independent Party)이라는 당명으로 앨런 키이스의 지지자들에 의해 민주당, 공화당과 다른 정당들에 대한 대안으로서 설립되었다.